# 細井重之
細井 重之（ほそい しげゆき、1938年4月5日 - 2016年7月4日）は、日本の声優、俳優、ナレーター。東京府（現東京都）出身。黒沢良事務所に所属していた。

## 略歴・人物
1951年に劇団こまどりへ入団し、子役として活動。1959年から1960年までみどりプロに所属し、以降は東京俳優生活協同組合、同人舎プロダクションに所属していた。
主に吹き替えで活動し、ロック・ハドソンの初期の吹き替えで知られる。アニメでは『機動戦士ガンダムII 哀・戦士編』でゴップを演じた。
2016年7月4日、肺炎のため死去。78歳没。

## 出演

### 吹き替え

#### 俳優
ウィル・サンプソン
- アウトロー（テン・ベアー）※テレビ朝日版
- オルカ（ジェイコブ・ウミラク） ※日本テレビ版
- ビッグ・アメリカン（ウィリアム・ハルジー）

ハーディ・クリューガー
- ザ・スパイ（ピーター・ハインツマン）
- シベールの日曜日（ピエール）※テレビ朝日版
- 脱走4万キロ（フランツ・フォン・ヴェラ空軍大尉）※テレビ朝日版

ポール・ソルヴィノ
- 熱い賭け（ヒップス）
- 探偵マイク・ハマー 俺が掟だ!（パット・チェンバース）
- ブリンクス（ジャズ・マフィー）※テレビ朝日版

マーレイ・ハミルトン
- 絞殺魔（フランク・マッカーフィ）
- ジョーズ 1981年版（ラリー・ヴォーン市長）※日本テレビ版
- ジョーズ2（ラリー・ヴォーン市長）※日本テレビ版
- ブルベイカー（ジョン・ディーチ）

ロック・ハドソン
- ウィンチェスター銃'73（ヤング・ブル）※テレビ朝日版
- 王者の剣（ハルン）
- 風と共に散る（ミッチ）※テレビ朝日版
- 決斗!一対三（ジョン・ウェスリー・ハーディング）
- 最後の酋長（コールウェル少尉）
- 自由の旗風（マイケル）
- 太陽の谷（ジョン・ランボー）
- ジャングル地帯（アントン・ドレガー）
- ミサイル空爆戦隊（ジム・コールドムェン大佐）※テレビ朝日版
- 夜を楽しく（ブラッド・アレン）

#### 映画
- 荒鷲の要塞 ※日本テレビ新版
- アンドロメダ…（バーク）※テレビ朝日版
- イージー・ライダー
- 一攫千金を夢みる男（ルイス・ホワイト〈ジーン・バリー〉）
- 命知らずのスカイダイバー（テッド・マッキーバー〈ラリー・ペネル〉）
- 裏切り鬼軍曹（法務官）
- SOS北極... 赤いテント（ヘゴウネク〈ユーリ・ビズボル〉）
- SF宇宙のデッドライン（ウィリアム・アリソン少佐〈ロバート・クラーク〉）
- XYZマーダーズ（ファロン・クラッシュ〈ポール・L・スミス〉）
- 黄金の七人（アドルフ〈ガストーネ・モスキン〉）
- 女刑事ペパー（ジョー・スタイル刑事〈エド・バーナード〉）
- オズの魔法使（案山子、ハンク）※TBS版
- オレはギャング ガーディニア（サルーソ〈マーティン・バルサム〉）※TBS版
- 合衆国最後の日（ラルフ・ウィテカー〈リーフ・エリクソン〉、ホイットマン）
- 眼下の敵（ウェア中尉〈アル・ヘディスン〉）※テレビ朝日版
- 恐怖の岬 ※テレビ朝日版
- 恐怖のジェット旅客機（エディ・ランドルフ〈ボビー・バン〉）
- 吸血鬼の接吻（巡査部長〈ジョン・ハーヴェイ〉）
- 禁じられた肉体（ベンチェンツォ〈リノ・ヴァンチュラ〉）
- 空中大脱走（フォーカス・フラハティ〈ドン・ナイト〉）
- 暗闇でドッキリ（エルキュール刑事〈グレアム・スターク〉）
- 狐の王子（チェーザレ・ボルジア〈オーソン・ウェルズ〉）
- ケイン号の叛乱（ミートボール〈リー・マーヴィン〉）※TBS版
- 激戦地（将軍）※日本テレビ版
- 決死圏SOS宇宙船（デヴィッド・ポールソン〈エド・ビショップ〉）
- 決闘の町（フィン〈バリー・ケリー〉）
- 拳銃貸します（マイケル・クレイン〈ロバート・プレストン〉）
- 剣と十字架（パオロ〈スチュアート・ホイットマン〉）
- 荒野の用心棒（チコ〈マリオ・ブレガ〉）※TBS旧録吹き替え版
- 荒野の七人・真昼の決闘（ジム・マッケイ〈ラルフ・ウェイト〉）
  - 新・荒野の用心棒（トレバー〈ウェイド・プレストン〉）
- 残酷の沼（エドガー・アラン・ポー〈ジャック・パランス〉）
- 最後の手榴弾（ハリー・グリグスビー少佐〈スタンリー・ベイカー〉）
- ザ・シークレット・ハンター
- ザ・ヤクザ（村田実〈汐路章〉）
- サンフランシスコ大空港（偽牧師〈タブ・ハンター〉）
- 蜃気楼（レスター〈ジャック・ウェストン〉）※テレビ朝日版
- 勝利なき戦い
- 7月4日に生まれて
- シエラザード（ディディエ〈ジュリアーノ・ジェンマ〉）
- 地獄のアパッチ（グリフィン〈スチュアート・ホイットマン〉）※テレビ朝日版
- 少林寺三十六房（ティエン将軍〈ロー・リエ〉）
- ジョン・カーペンターの要塞警察（ストーカー〈チャールズ・サイファーズ〉）
- 新・黄金の七人 7×7（ブリッグス〈テオドール・コラ〉）
- スカートをはいた中尉さん（バーニー・スローン大尉〈リック・ジェイソン〉）
- スケアクロウ（ミッキー〈リチャード・ハックマン〉）※テレビ朝日版
- スター・ウォーズシリーズ
  - スター・ウォーズ エピソード4/新たなる希望（カシオ・タッグ将軍〈ドン・ヘンダーソン〉）※日本テレビ版
  - スター・ウォーズ エピソード5/帝国の逆襲（カーリスト・ライカン将軍〈ブルース・ボア〉）※劇場公開版（DVDリミテッドエディション収録）
- スタークラッシュ（ソー〈ロバート・テシア〉）※TBS版（BD収録）
- ストリートファイター（ジム・ヘンリー〈ロバート・テシア〉）※TV版
- 聖衣 ※フジテレビ版
- タイム・アフター・タイム ※テレビ朝日版
- タイトロープ（署長〈ビル・ホリデイ〉）※テレビ朝日版
- テーブル・ロックの決闘（ブレック〈デフォレスト・ケリー〉）
- ドラゴン怒りの鉄拳（ペトロフ〈ボブ・ベイカー〉）※テレビ朝日版
- ニュールンベルグ裁判（ハリソン・バイヤー〈ウィリアム・シャトナー〉）
- 波止場（チャーリー〈ロッド・スタイガー〉）※テレビ東京版
- ハロウィン（ブラケット保安官〈チャールズ・サイファーズ〉）
- ハワイの陰謀（ジェームズ・アーネス）
- ハウリング（ジョージ・ワグナー〈パトリック・マクニー〉）
- 灰色の服を着た男（トム・ラース〈グレゴリー・ペック〉）
- 白昼の列車爆破作戦（ジョージ・マスターズ）
- ビッグ・ガン（カーレ〈ロジェ・アナン〉）※テレビ朝日版（DVD収録）
- ビッグ・ボス（フランク・イエール〈ジョン・カサベテス〉）
- ビッグトレイル（オフラハティ〈トム・スターン〉）
- ヒンデンブルグ（レーマン〈リチャード・ダイサート〉）
- ピンク・パンサー
- 悲愁（ガーター〈エディ・アルバート〉）
- ファイナル・オプション（ハドリー大佐〈トニー・ドイル〉）※テレビ朝日版（BD収録）
- フォロー・ミー ※テレビ東京版
- フランティック ※テレビ朝日版
- ブリンクス（ジョー〈ピーター・ボイル〉）※フジテレビ版
- 北京の55日
- ポケット一杯の幸福
- 保険金殺人事件（フランク〈レスリー・ニールセン〉）
- 星空の用心棒 ※TBS版
- マーニー（刑事2）※テレビ朝日版
- ママのフィアンセ〜結婚に異議あり!（ブロンスキー〈ジョージ・ウェント〉）
- マルタの鷹（ダンディ警部補〈バートン・マクレーン〉）
- 緑の館 ※TBS版
- ミッドウェイ（ウィリアム・ハルゼー中将〈ロバート・ミッチャム〉）※日本テレビ版（エリオット・バックマスター大佐〈グレゴリー・ウォルコット〉）※TBS版
- ミッドナイトクロス（バーク〈ジョン・リスゴー〉）※TBS版（BD収録）
- モンキー・ビジネス（ハンク・エントウィッスル〈ヒュー・マーロウ〉）
- 燃えよドラゴン（オハラ〈ボブ・ウォール〉）
- 夜霧のマンハッタン（キャヴァナウ刑事〈ブライアン・デネヒー〉）※機内上映版
- 野獣暁に死す（オバニオン〈バッド・スペンサー〉）
- 山猫（チッチョ〈セルジュ・レジアニ〉）※テレビ朝日旧録版（BD収録）
- ヤング・ヒーロー/最前線ドイツ機甲軍総反撃（アドリアン〈バッド・スペンサー〉）
- ユージュアル・サスペクツ ※VHS・DVD版
- 遊星からの物体X（ヴァンス・ノリス〈チャールズ・ハラハン〉）
- 夜の豹（マイク・ミギンズ〈ハンク・ヘンリー〉）
- よろめき休暇（チャック〈ハリー・ケリー・Jr.〉）

#### ドラマ
- 宇宙家族ロビンソン（謎の宇宙人アーザック、超電光ピート、アイダック・オメガ17）
- 宇宙空母ギャラクティカ（ガイアス・バルター伯爵〈ジョン・コリコス〉）
- X-ファイル シーズン1第18話奇跡の人（カルヴィン・ハートレイ神父）※テレビ朝日版
- 奥さまは魔女 #58
- 巌窟王（ガスパール・カドルッス〈ピエール・モンディ〉）
- 刑事コジャック・スペシャル「クライム80ニューヨーク暴行殺人麻薬事件」（〈ネッド・ビーティー〉）
- 刑事コロンボ 自縛の紐（リケット刑事〈レイモンド・オキーフ〉）※NHK版
- コンバット! #93（ストーラー砲兵軍曹〈ジョン・ミルフォード〉）
- 原子力潜水艦シービュー号
  - 「死の人形芝居」（ネルソン提督の人形〈声：リチャード・ベイスハート〉）
  - 「金星への旅」（宇宙開発局SEA将軍）
- ジェシカおばさんの事件簿
  - 広告とるのも命がけ（グローバー〈ケン・スウォフォード〉）
  - オカルト騎手は夜走る（ランキン保安官〈ダグ・マクルーア〉）
- シャーロック・ホームズの冒険 四つの署名（ショルトー大佐〈ロビン・ハンター〉）
- ジョー90 裏切りのテスト飛行（秒読み）
- スパイ大作戦
  - 二重替え玉作戦（声B、使用人）
  - 第2の防衛配置図（受付）
  - 鉄条網とリンチ（囚人B）
  - 恐怖のリモートコントロール（研究所の警備員）
  - ニトロで脱獄（トラックを盗られる兵士）
  - 銃殺（オルテガ）
  - 死の商人（賭博場の支配人）
- 追跡者 ハリー・オー「親友クィンラン警部の死」（ジーザス・クィンラン）
- 電撃スパイ作戦　#14、#17 (ナチス残党)、#27
- 逃亡者 #107（ブルックス）
- 特捜刑事マイアミ・バイス1 #4、#22
- 特捜班CI-5
- ナイトライダー シーズン2 #7（スマイス中佐〈バーナード・フォックス〉）
- プリズナーNo.6
  - 死の筋書（裁判長〈オーブリー・モリス〉）
  - おとぎ話（ポッター〈クリストファー・ベンジャミン〉）
- 弁護士ペリー・メイスン
  - 黒い死の報酬
  - 深夜水着美人の怪
  - 夜の銃声
  - 死を呼ぶ黄金の冠
  - ライフル犯の秘密
  - 謎を秘めた射殺死体
  - 死を呼ぶ呪いの画
  - 交換美人の逃亡
  - 謎の海賊
  - 暗黒の選挙戦
- ミス・ケイトの冒険（マイク・バリック巡査部長〈ドン・ストラウド〉）

#### アニメ
- チキチキマシン猛レース（軍曹閣下、熊八）
- 幽霊城のドボチョン一家（カンオケ）

#### 人形劇
- キャプテン・スカーレット タイムを追え!（見学する学生2、放射線技師）
- サンダーバード にせ者にご注意（ジェンキンス）[9]
- ロンドン指令X ねらわれたサーキット（大臣）

### テレビアニメ
1963年
- 鉄腕アトム (アニメ第1作)（アトムのパパ、召使いロボットB、開拓ロボットB、白い血の人工人間ホクヨ、人工人間マイク、悪人C・リンタロー、ホテルボーイ、タワシ警部）

1964年
- 狼少年ケン

1965年
- オバケのQ太郎（TBS版）
- ジャングル大帝（ワニ、ガブ、バスコ）

1966年
- 新ジャングル大帝 進めレオ!

1967年
- リボンの騎士（カガミ、貧乏人トリオ）

1968年
- アニマル1
- 巨人の星（1968年 - 1971年）

1969年
- アタックNo.1
- 海底少年マリン（ブラック、オクタン、X4号）

1970年
- あしたのジョー
- ばくはつ五郎（荒熊）

1971年
- アニメンタリー 決断
- 国松さまのお通りだい（二階堂）
- 新オバケのQ太郎
- 珍豪ムチャ兵衛
- ルパン三世 (TV第1シリーズ)

1972年
- 赤胴鈴之助
- 天才バカボン

1973年
- 空手バカ一代（1973年 - 1974年、将校 他）
- 侍ジャイアンツ（ロジー・ジャックス）
- ジャングル黒べえ
- ど根性ガエル（1973年 - 1974年）

1975年
- ラ・セーヌの星（クロジェール伯爵）

1976年
- 恐竜探険隊ボーンフリー（サム）
- はじめ人間ギャートルズ
- 母をたずねて三千里（ルキーノ）
- ろぼっ子ビートン

1977年
- 家なき子
- シートン動物記 くまの子ジャッキー（ジャクソン）
- ブロッカー軍団IVマシーンブラスター（カール）

1978年
- 新・巨人の星（ボビー・マルカーノ）
- ルパン三世 (TV第2シリーズ)

1979年
- 野球狂の詩（中上監督）

1981年
- 太陽の牙ダグラム（バックス）
- 釣りキチ三平（岩テツ）
- ドラえもん
- 名犬ジョリィ（ラモン）

1982年
- 逆転イッパツマン（ヨク兵）
- スペースコブラ
- 六神合体ゴッドマーズ

1983年
- 未来警察ウラシマン（カイゼル、総監、長官）

1984年
- OKAWARI-BOY スターザンS（バーテン）
- 装甲騎兵ボトムズ（ハロリー長官）

### 劇場アニメ
- 巨人の星 行け行け飛雄馬（1969年）
- 巨人の星 大リーグボール（1970年）
- 機動戦士ガンダムII 哀・戦士篇（1981年、ゴップ）
- 機動戦士ガンダムIII めぐりあい宇宙篇（1982年、ゴップ）
- ドキュメント 太陽の牙ダグラム（1983年、バックス）
- 21エモン 宇宙いけ! 裸足のプリンセス（1992年、親衛隊長）

### OVA
- 神州魑魅変（1988年、隆光）
- 麻雀飛翔伝 哭きの竜（1988年、丸亀）
- 麻雀飛翔伝 哭きの竜 翔竜編（1989年、角刈り）
- 麻雀飛翔伝 哭きの竜 飛竜之章（1990年、桜田）

### テレビドラマ
- 第7の男 第4話「誘惑の指輪」（1964年、フジテレビ）

### 映画
- 囚人船（1956年 / 東宝） - 佐藤進二郎
- ドキュメンタリー映画「雪の行路 急行『ニセコ』C62重連」（鉄道ジャーナル社・1971年） - ナレーター

### 特撮
- ロボット刑事（コシカケマンの声）
- 超神ビビューン（妖怪コダマーンの声）
- ザ・カゲスター（ベアーコングの声）

### 人形劇
- リスの冒険（1953年、NHK） - 蛙
- テレビ劇場「まつりの笛」（1953年、NHK） - 清

### ラジオドラマ
- 宇宙から来た少年（1962年、NHK）
- 帰って来た怪人二十面相「孤島の鬼」（1973年） - 諸戸道雄
- ゼロの世界 恐怖まんだら（1974年、オールナイトニッポン）

### ゲーム
- チキチキマシン猛レース（1994年、軍曹閣下、熊八）
- 機動戦士ガンダム ギレンの野望（1998年、ゴップ、デミトリー）
- 機動戦士ガンダム ギレンの野望 ジオンの系譜（2000年、ゴップ、デミトリー）
- 機動戦士ガンダム ギレンの野望 ジオン独立戦争記（2002年、ゴップ）

### ナレーション
- クイズ日本人の質問（NHK総合テレビ）
- コダックフィルム - CMナレーション
- ブラックニッカ（ニッカウヰスキー） - CMナレーション
- 歴史街道（朝日放送）

### ボイスオーバー
- BS世界のドキュメンタリー
- BBCセレクション

### その他コンテンツ
- 朝日ソノラマ・テレビ漫画全集・第二集 遊星仮面 歌・ドラマ（声の出演）
- 世界まるごとHOWマッチ（声の出演）